# Henry Petroski
Henry Petroski (Nova Iorque, 6 de fevereiro de 1942 – 14 de junho de 2023) foi um engenheiro estadunidense especializado em análise de falha. Foi professor de engenharia civil e história na Universidade Duke.

## Obras publicadas
Livros
- To Engineer Is Human: The Role of Failure in Successful Design (1985), ISBN 978-0-679-73416-1
- Beyond Engineering: Essays and Other Attempts to Figure without Equations (1986), ISBN 978-0-312-07785-3
- The Pencil: A History of Design and Circumstance (1990), ISBN 978-0-679-73415-4
- The Evolution of Useful Things (1992), ISBN 978-0-679-74039-1
- Design Paradigms: Case Histories of Error and Judgment in Engineering (1994), ISBN 978-0-521-46649-3
- Engineers of Dreams: Great Bridge Builders and The Spanning of America (1995), ISBN 978-0-679-76021-4
- Invention by Design: How Engineers Get from Thought to Thing (1996), ISBN 978-0-674-46368-4
- Remaking the World: Adventures in Engineering (1997), ISBN 978-0-375-70024-8
- The Book on the Bookshelf (1999), ISBN 978-0-375-70639-4
- Paperboy: Confessions of a Future engineer (2002), ISBN 978-0-375-71898-4
- Small Things Considered: Why There Is No Perfect Design (2003), ISBN 978-1-4000-3293-8
- Pushing the Limits: New Adventures in Engineering (2004), ISBN 978-1-4000-3294-5
- Success Through Failure: The Paradox of Design. (2006), ISBN 978-0-691-13642-4
- The Toothpick: Technology and Culture. (2007), ISBN 978-0-307-27943-9
- The Essential Engineer: Why Science Alone Will Not Solve Our Global Problems. (2010), ISBN 978-0-307-27245-4
- The Engineer's Alphabet: Gleanings from the Softer Side of a Profession. (2011), ISBN 978-1-107-01506-7
- To Forgive Design: Understanding Failure. (2012), ISBN 978-0-674-06584-0
- The House with Sixteen Handmade Doors: A Tale of Architectural Choice and Craftsmanship. (2014), ISBN 978-0-393-24204-1

## Prêmios e honrarias
- Prêmio Washington 2006[2][3]
- Prêmio John P. McGovern pela Ciência 2014.[4][5]